# Lodewijk Toeput
Lodewijk Toeput, i Italien känd som Pozzoserrato, född 1550 i Antwerpen, död 1605 i Treviso, var en flamsk-italiensk konstnär.
Lodewijk Toeput var verksam i Venetien under de sista decennierna av 1500-talet och kom att blanda italienska och flamländska drag i sin konst. I sin landskapsskildring anknöt han till den flamländska konsten, medan atmosfärskildringen och figurkompositionen kom att knyta an till traditionen efter Tintoretto.